# Castilfrío de la Sierra
Castilfrío de la Sierra település Spanyolországban, Soria tartományban. Castilfrío de la Sierra Aldealices, Ausejo de la Sierra, Estepa de San Juan, Oncala, Valtajeros és Carrascosa de la Sierra községekkel határos. Lakosainak száma 34 fő (2024).

## Népesség
A település népessége az elmúlt években az alábbi módon változott:
| Lakosok száma | 29   | 27   | 33   | 38   | 29   | 30   | 29   | 29   | 37   | 34   |
|               | 2001 | 2004 | 2007 | 2009 | 2012 | 2014 | 2017 | 2019 | 2022 | 2024 |